# ザ・ファイヴ・ブラウンズ
ザ・ファイヴ・ブラウンズ（The 5 Browns）はアメリカのピアニスト。2004年にデビューしたアメリカ出身の5人姉弟アンサンブル。
全員が3歳からピアノを始め、ジュリアード音楽院に進学。卒業後、ヒップホップのように自由なクラシック音楽を目指して、ともにザ・ファイヴ・ブラウンズを結成した。
メンバーは年長者から順に、長女：デザレ（1979年生）、次女：デオンドラ（1980年生）、長男：グレゴリー（1982年生）、三女：メロディー（1984年生）、次男：ライアン（1986年生）。
ジョージ・ガーシュウィンの「ラプソディ・イン・ブルー」、イーゴリ・ストラヴィンスキーの「火の鳥」などの曲を、5台のフルコンサートグランドピアノで演奏することで注目された。

## ディスコグラフィー
- The 5 Browns (2005)
- No Boundaries (2006)
- Browns In Blue (2007)